# Walenty Piłat
Walenty Piłat (ur. 10 maja 1946 na Wileńszczyźnie, zm. 4 maja 2022) – polski literaturoznawca, dr hab., profesor zwyczajny Instytutu Słowiańszczyzny Wschodniej Wydziału Humanistycznego Uniwersytetu Warmińsko-Mazurskiego w Olsztynie.

## Życiorys
Obronił pracę doktorską, następnie uzyskał stopień doktora habilitowanego. 22 października 1996 nadano mu tytuł profesora w zakresie nauk humanistycznych. Objął funkcję profesora zwyczajnego w Instytucie Słowiańszczyzny Wschodniej na Wydziale Humanistycznym Uniwersytetu Warmińsko-Mazurskiego w Olsztynie.